# Eilean Rìgh
Eilean Rìgh es una isla localizada en el archipiélago de las Hébridas Interiores, en Escocia. La isla se encuentra ubicada en el Loch Craignish, a aproximadamente 300 m de la costa de Argyll. El nombre de la isla procede del gaélico escocés y significa "Isla del rey", aunque se desconoce a cuál hace referencia. 
La isla tiene los restos de dos fuertes de la Edad de Hierro.
En los años 30, en la isla vivió Reginald Johnston, el tutor de Puyi, el último emperador chino. Johnston modernizó las casas, construyó un templo budista e incluso izó la bandera de Manchuria en jardines de estilo chino. Los sirvientes chinos vivían en la casa de campo.
La propiedad fue comprada por un oficial retirado del ejército indio, el mayor Campbell, que vivió en ella con su familia hasta el estallido de la Segunda Guerra Mundial.
En 1959 fue comprada por Wilfred Brown y su primo Robert Banks Skinner. Creían que en el futuro el Reino Unido se llenaría de gente y la isla sería un lugar donde tener algo de privacidad, pero se utilizó en gran medida como casa de vacaciones. En 1992 se vendió a James Waldegrave, vizconde Chewton.
El propietario actual es un ex financiero afincado en Escocia, Christian Siva-Jothy, que compró la isla al vizconde Chewton en 1998 y que hizo fortuna tras los Atentados del 11 de septiembre . Renovó sustancialmente las propiedades que hay en ella, instalando la red eléctrica a través de un cable submarino, un nuevo pozo de agua dulce y telecomunicaciones a través de un enlace de microondas. La isla estuvo a la venta desde 2013 durante más de un año, pero se retiró del mercado a principios de 2015 cuando Siva-Jothy vendió su propiedad en el norte de Escocia y se mudó de nuevo a vivir de forma permanente en Eilean Righ. Siva-Jothy y su esposa, que estudió mandarín en SOAS, donde Johnston había sido el primer profesor de chino, residen ahora a tiempo completo en la isla.